# Estilo moldavo
O estilo moldavo ou estilo arquitetónico moldavo é um estilo de arquitetura que se desenvolveu no Principado da Moldávia entre os séculos XIV e XIX. Foi usado principalmente na construção de igrejas. O seu período de máximo esplendor foi durante o reinado de Estêvão, o Grande, da Moldávia (1457-1504). 
As igrejas e mosteiros moldavos, igrejas ortodoxas no distrito de Suceava no norte da Moldávia (na Roménia) que são património da humanidade, pertencem a este estilo arquitetónico.

## Galeria de imagens

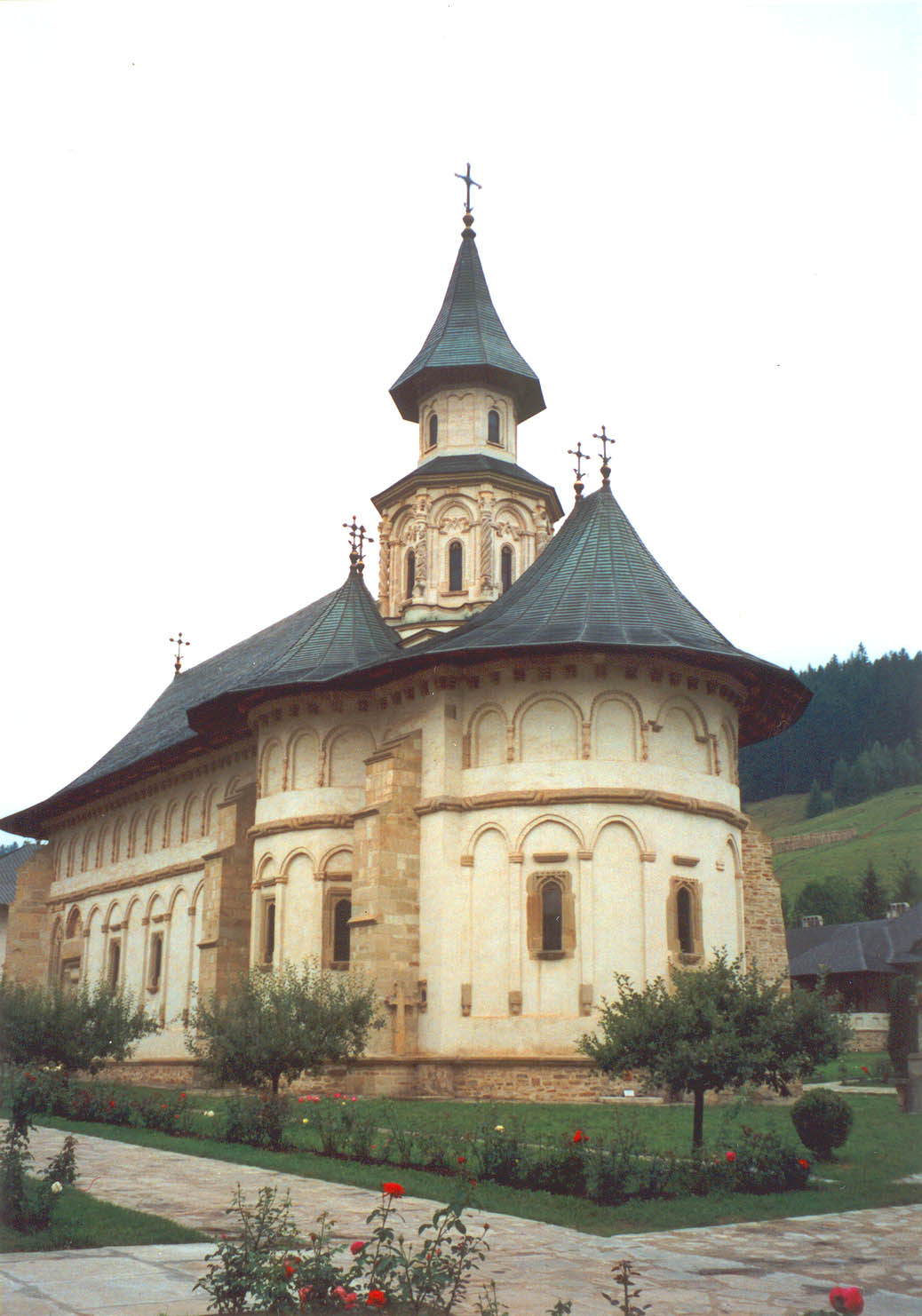
Mosteiro Putna
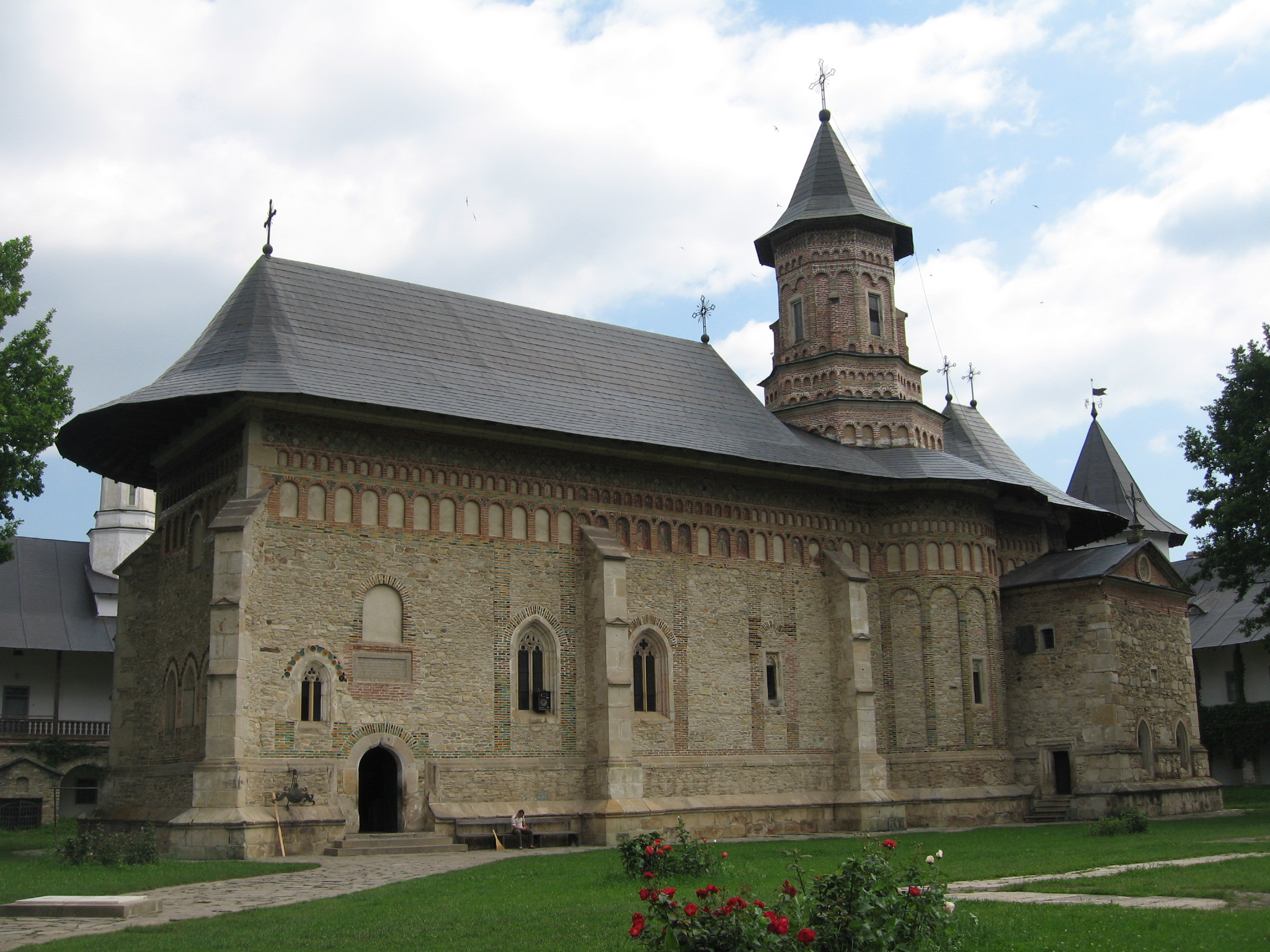
Mosteiro Neamț
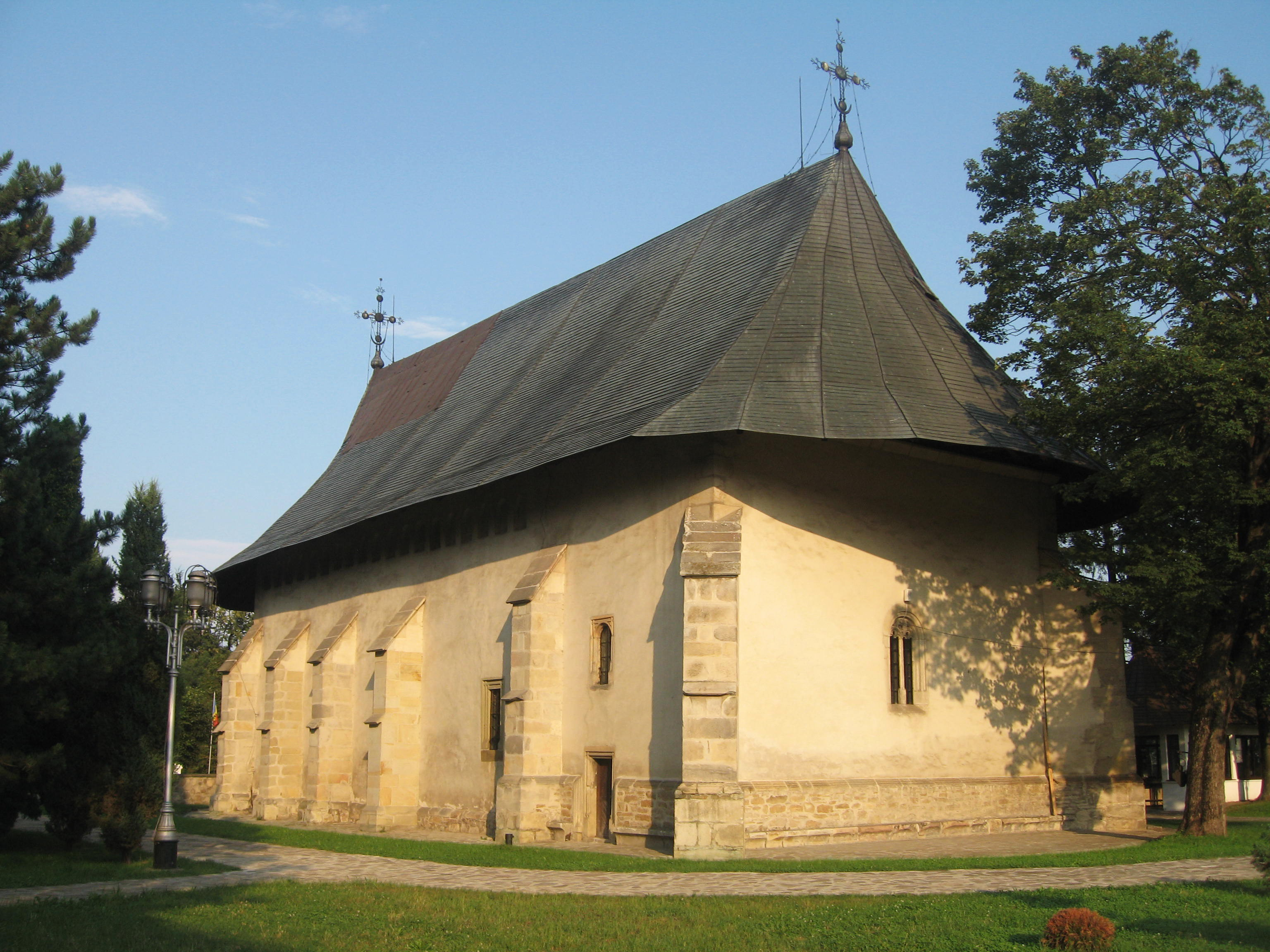
Mosteiro Bogdana de Rădăuţi
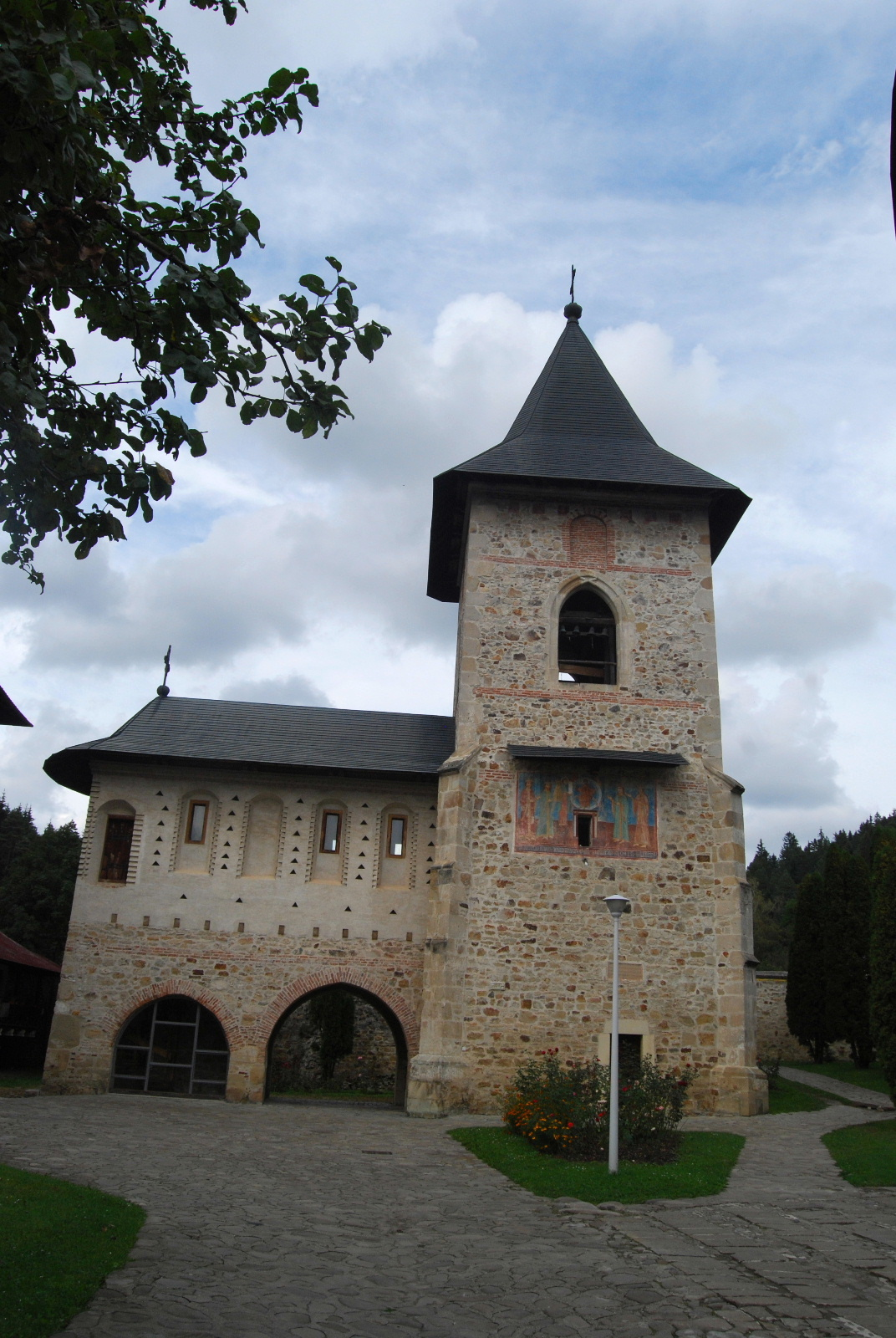
Entrada no mosteiro de Bistriţa
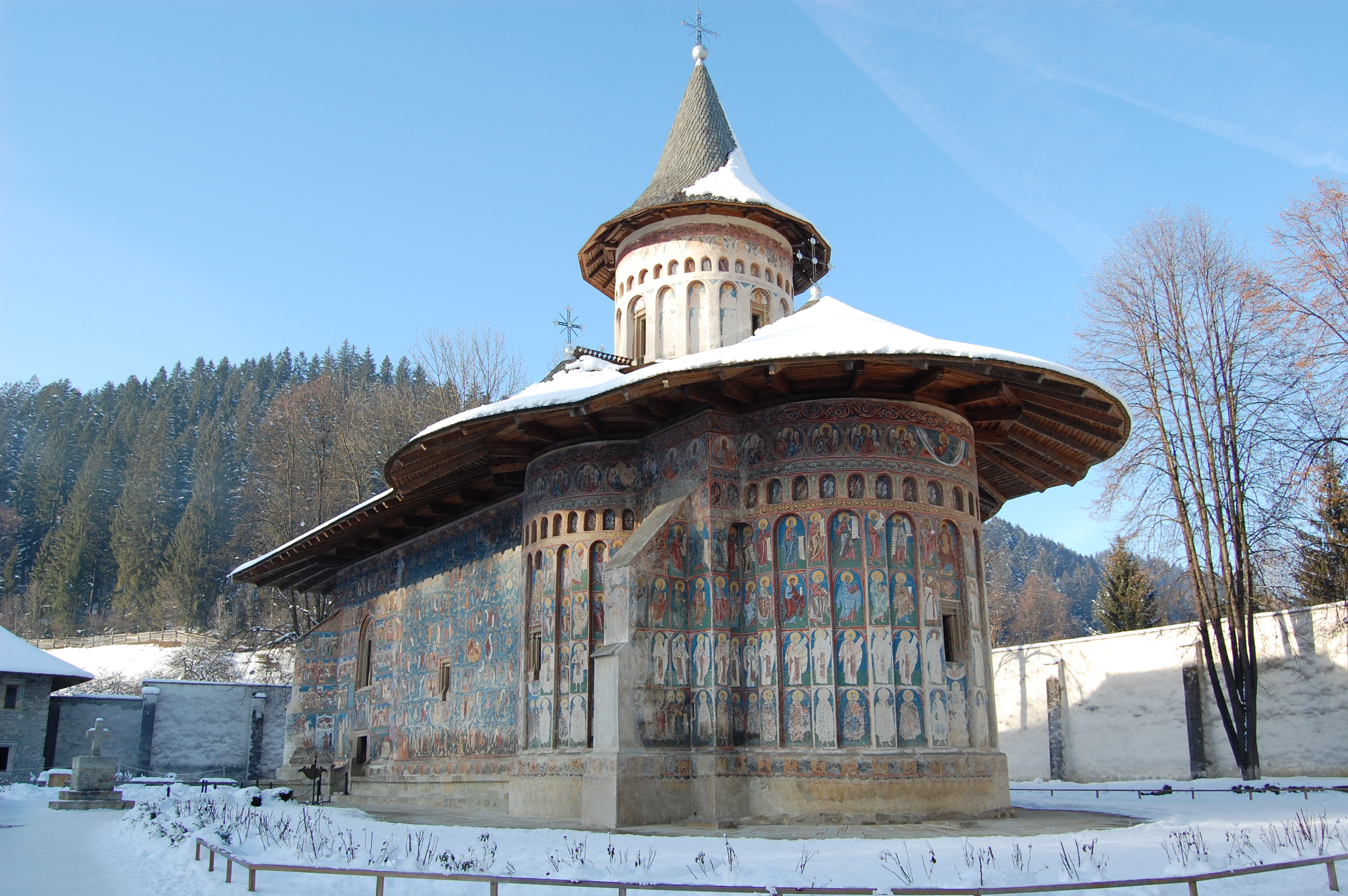
Mosteiro Voroneț
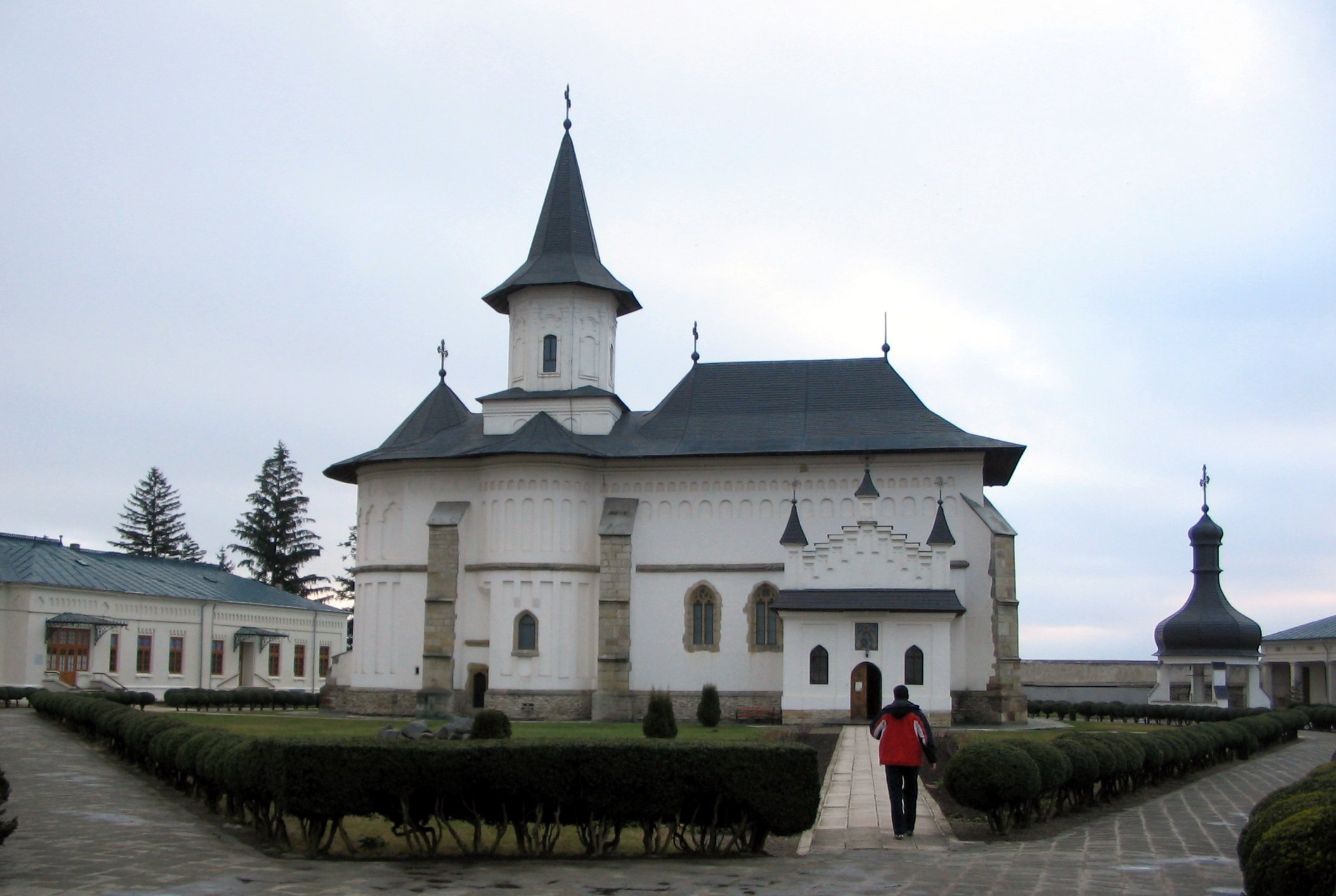
Catedral Sfânta Paraschiva de Roman
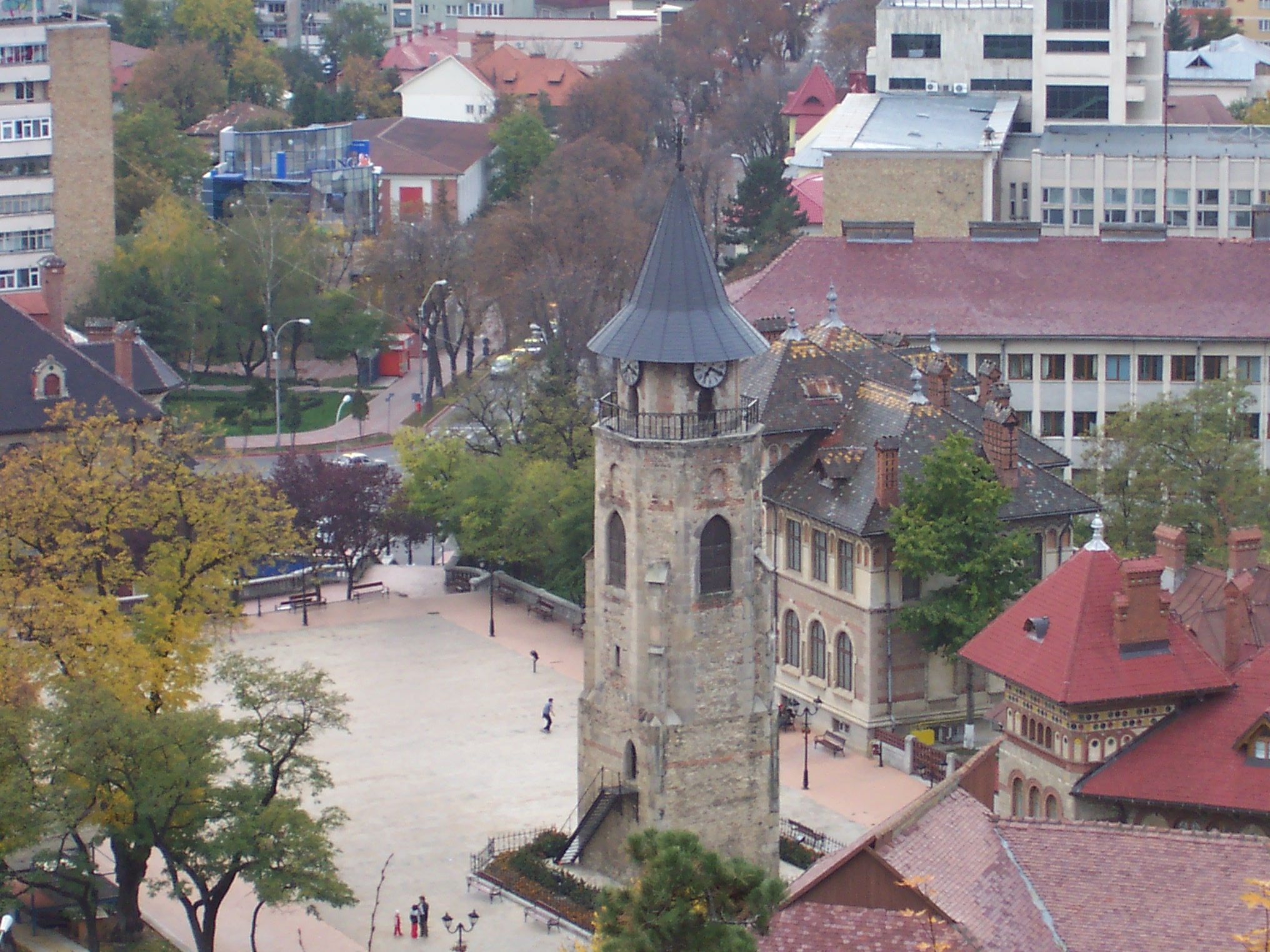
Torre de Estêvão, o Grande de Piatra Neamţ